# 맨 인 더 다크 2
"맨 인 더 다크 2"(영어: Don't Breathe 2)는 2021년 개봉한 미국의 액션, 공포 영화이다. 로도 사야게스가 감독과 공동각본을 맡았다. 2016년 영화 《맨 인 더 다크》의 후속 작품이다.

## 출연진
- 스티븐 랭 - 블라인드 맨 역
- 브렌던 섹스턴 3세 - 레일런 역
- 매들린 그레이스 - 피닉스 역
- 스테파니 알실라 - 헤르난데스 역
- 로시 윌리엄스 - 듀크 역
- 바비 스코필드 - 자레드 역